# Federico Stragà
Federico Stragà (Belluno, 10 luglio 1972) è un cantautore italiano.

## Biografia
Inizia a cantare e suonare la chitarra a 16 anni. A 18 anni fonda il suo primo gruppo, SPC, con il quale si esibisce nei locali della sua città per circa 5 anni proponendo nel suo repertorio brani di alcuni famosi cantautori italiani. Dopo lo scioglimento del gruppo, costituisce la Stragang, una band composta da musicisti che lo spingono ad esplorare nuovi generi musicali e a proporre qualcosa di inedito.
Nel 1997 ha la prima grande occasione di farsi conoscere al grande pubblico partecipando a Sanremo Giovani, dove presenta La notte di San Lorenzo.
Nel 1998 partecipa tra le nuove proposte al Festival di Sanremo con Siamo noi e stipula il suo primo contratto discografico con la BMG. Esce così l'album d'esordio Federico Stragà, prodotto da Bruno Tibaldi e Mara Maionchi.
Nel giugno 2000 arriva L'astronauta, singolo che precede l'uscita del suo secondo album Click Here, prodotto da Bruno Tibaldi e distribuito da Sony. Il brano, di cui Stragà era solamente interprete, attirò l'attenzione anche a causa della fortissima somiglianza del suo ritornello con quello di Domenica d'agosto di Bobby Solo con cui Stragà duettò in una versione remix, mentre la strofa era molto simile a quella di A Message to You Rudy degli Specials; in seguito, uscì una nuova versione remix con Franco Battiato. L'album contiene altri successi radiofonici quali Cigno Macigno (novembre 2000) ed Eleonora non si innamora (marzo 2001).
Il 21 giugno 2002 vince Un disco per l'estate con il brano Il coccodrillo vegetariano, primo singolo estratto dall'album Giorni.
Nel 2003 partecipa nuovamente al Festival di Sanremo al fianco di Anna Tatangelo, cantando Volere volare.
Nel 2008 esce il cd intitolato Federico Stragà canta Frank Sinatra in cui l’artista interpreta alcuni tra i più grandi successi di Frank “The voice” Sinatra.
In seguito pubblica il cd singolo Il semaforo, contenente, oltre a questa canzone, un altro brano inedito dal titolo Dentro il tempo.
Nel 2013 gli viene conferito il Premio alla voce alla decima edizione del Leggio d'oro.
Nel maggio 2015 esce il singolo Che cos'è l'arte? prodotto da Alberto Mantovani per l'etichetta indipendente Alman Music.
Nel maggio 2018 pubblica Guardare fuori, primo album interamente composto da Stragà, tra cui i singoli Ho esaurito la paura e Debole.

## Discografia

### Album
- 1998 - Federico Stragà
- 2000 - Click Here
- 2002 - Giorni
- 2008 - Federico Stragà canta Frank Sinatra (Alman Music)
- 2018 - Guardare fuori (Alman Music)

### Singoli
- 1997 - La notte di San Lorenzo
- 1998 - Siamo noi
- 2000 - L'astronauta
- 2000 - Cigno Macigno
- 2001 - Eleonora non si innamora
- 2002 - Il coccodrillo vegetariano
- 2003 - Volere volare (con Anna Tatangelo)
- 2008 - Dentro il tempo
- 2015 - Che cos'è l'arte? (Alman Music)
- 2018 - Ho esaurito la paura (Alman Music)
- 2018 - Debole (Alman Music)
- 2025 - Automobilisti (con Fabio Concato)